# Campane a vento

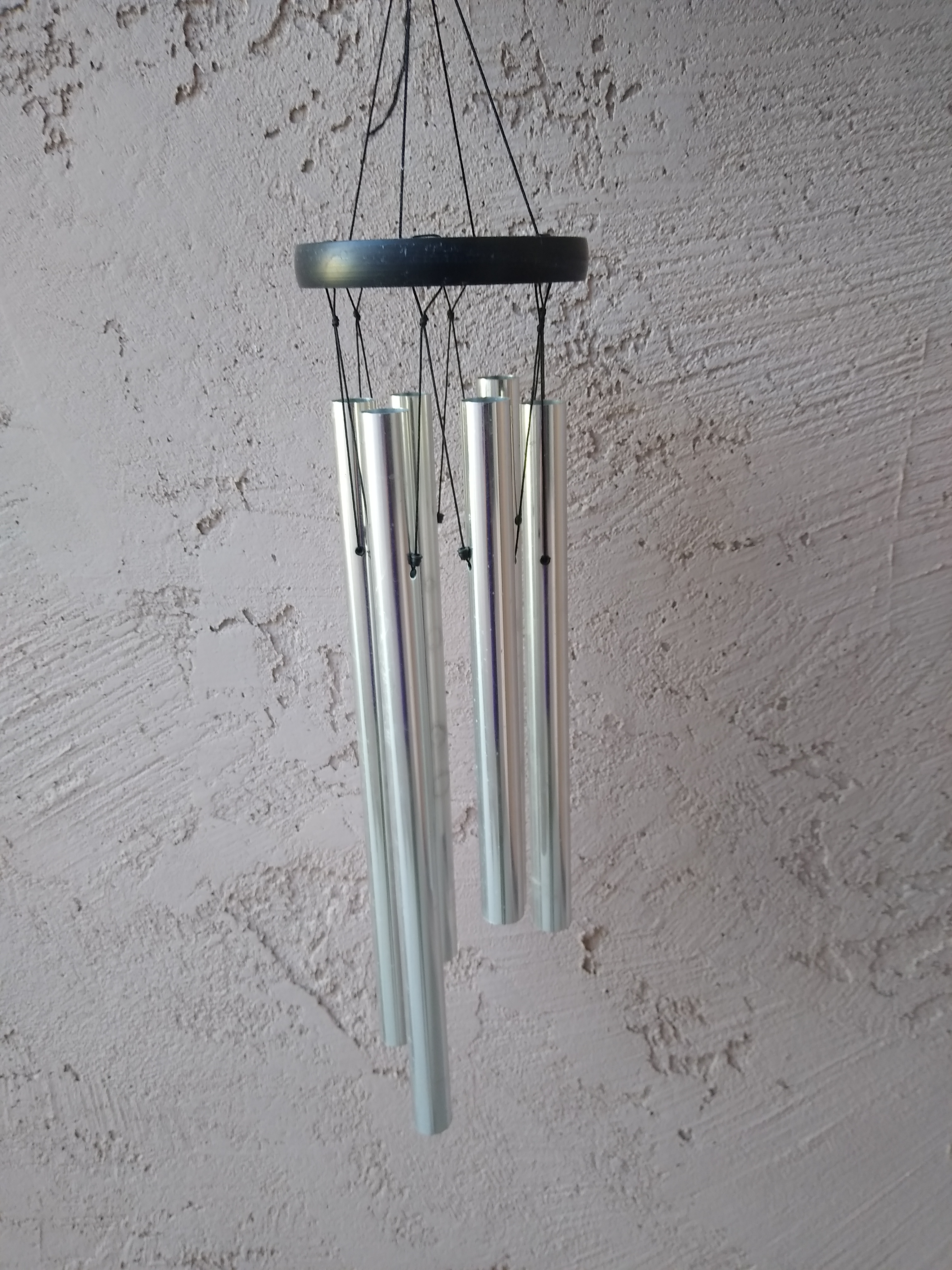

Le campane a vento sono uno strumento a percussione composto da una serie di tubi in legno o metallo sospesi con cordicelle che, quando vengono mossi dal vento, colpiscono una pallina di legno o una foglia di latta posta nel centro, creando un tintinnio squillante e continuo. Sebbene le campane a vento siano considerate da molti un elemento decorativo, in Estremo Oriente, esse vengono poste vicine alle porte delle case per proteggere colui che vi entra e le persone che vi abitano dalle entità maligne.